# Pachycephala leucogastra
Pachycephala leucogastra là một loài chim trong họ Pachycephalidae.